# Favrieux
Favrieux település Franciaországban, Yvelines megyében. Lakosainak száma 159 fő (2022. január 1.). Favrieux Flacourt, Fontenay-Mauvoisin, Perdreauville, Soindres és Le Tertre-Saint-Denis községekkel határos.

## Népesség
A település népességének változása:
| Lakosok száma | 150  | 145  | 143  | 149  | 155  | 154  | 159  | 159  |
|               | 2013 | 2015 | 2017 | 2018 | 2019 | 2020 | 2021 | 2022 |